# ゾルタウ

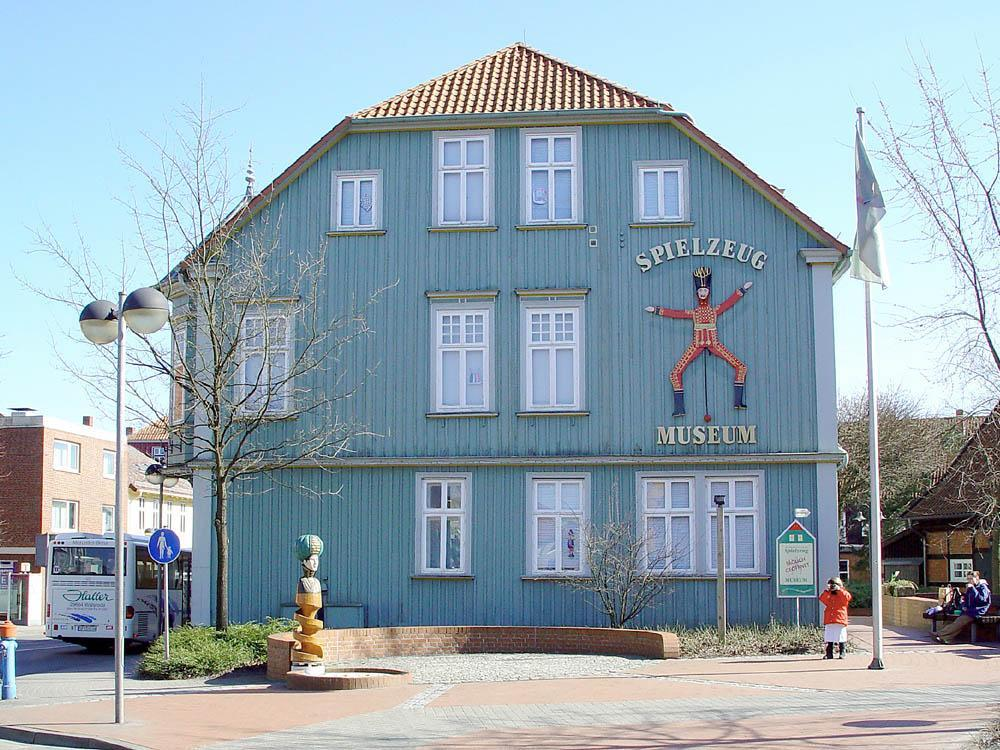
北ドイツおもちゃ博物館

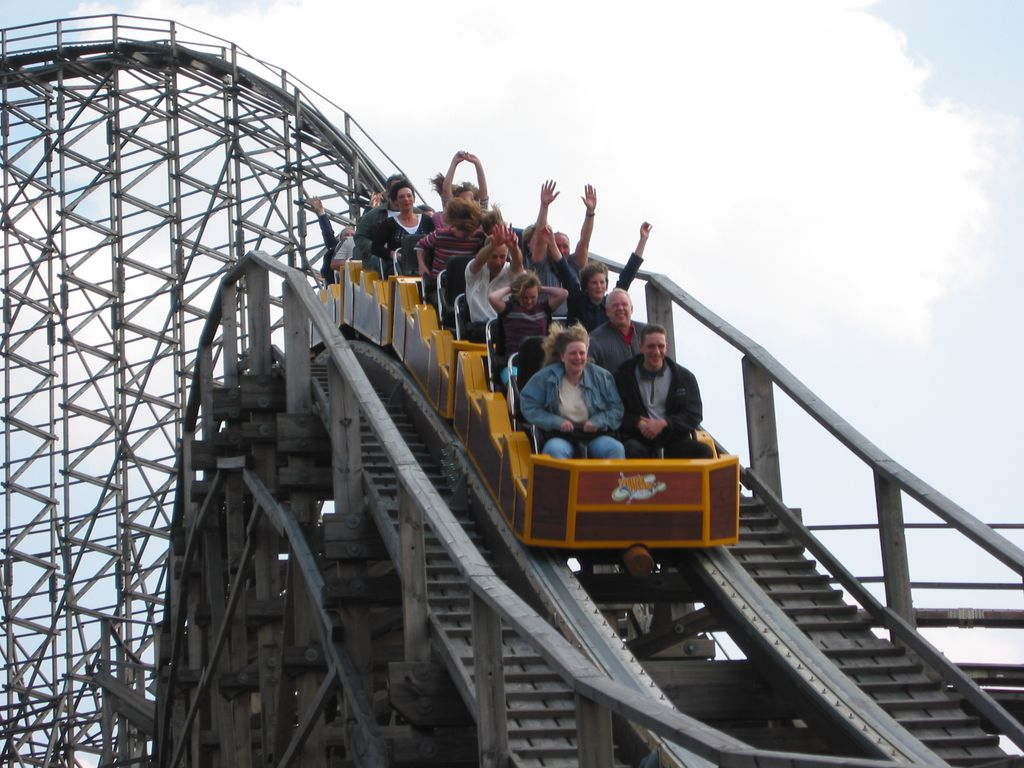
木造ローラーコースター

ゾルタウ（Soltau）はドイツ連邦共和国の都市。ニーダーザクセン州に属する。人口は約2万2千人（2002年末）。

## 地勢・産業
北ドイツ最大の遊園地であるハイデ・パークがある。同遊園地のコロッソス（Colossos）は、ヨーロッパ最大の木造ローラーコースターである。近隣の都市としては、約50キロ北東にリューネブルク、65キロ南にハノーファーが位置している。

## 歴史
1388年、都市特権を得た。1511年の大火によって壊滅的な打撃を受けた。その後も内乱やペストの流行などで街の発展は伸び悩んだ。19世紀初頭には、一時ナポレオン軍の占領を受けた。第一次世界大戦に際して、ドイツ最大規模の捕虜収容所が置かれた。第二次世界大戦では空爆を受けて荒廃したが、戦後に復興を果たした。

## 文化
北ドイツおもちゃ博物館があり、様々なおもちゃが展示されている。

## 姉妹都市
- コールドウォーター、アメリカ合衆国
- ラン、フランス
- Mysliborz、ポーランド